# Mannstedt
Mannstedt är en ortsteil i kommunen Buttstädt i Landkreis Sömmerda i förbundslandet Thüringen i Tyskland. Mannstedt var en kommun fram till den 1 januari 2019 när den uppgick i Buttstädt. Mannstedt hade 356 invånare 2018.